# Ziegelteich

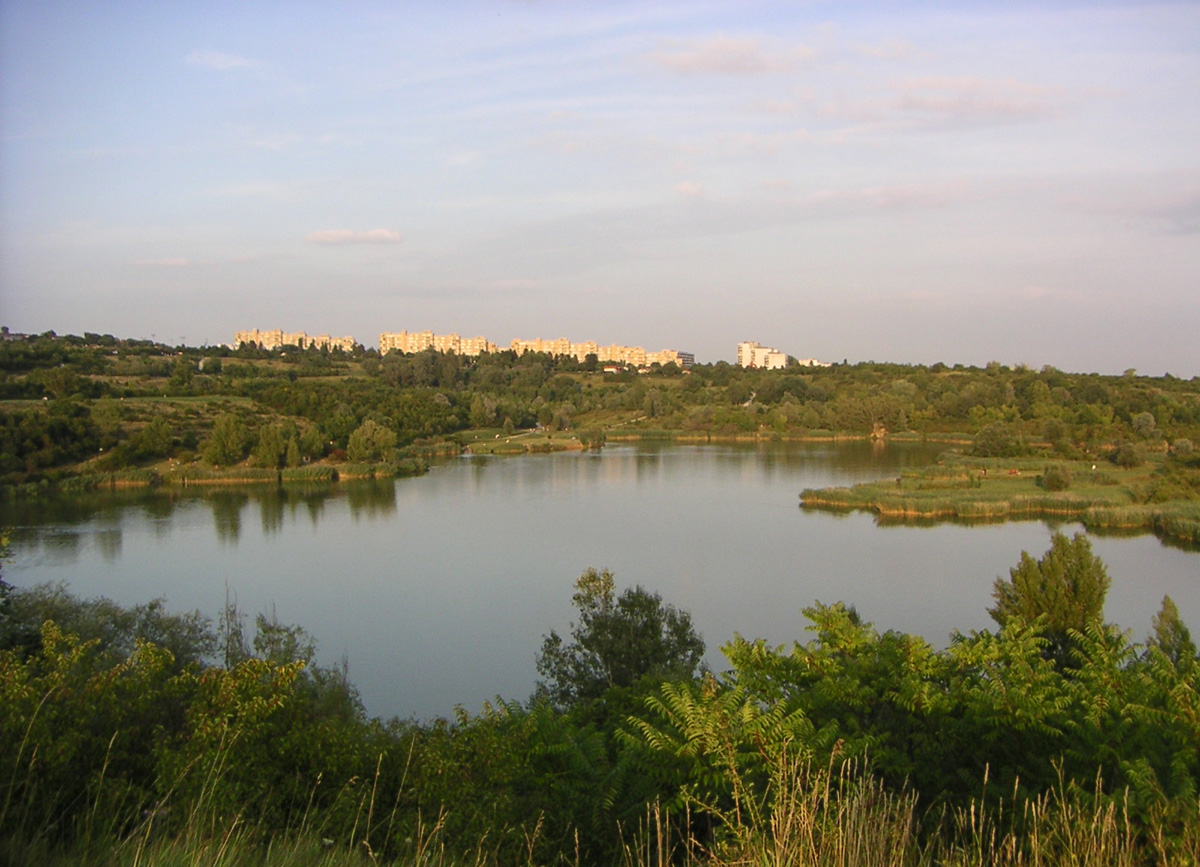
Ziegelteich Wienerberg

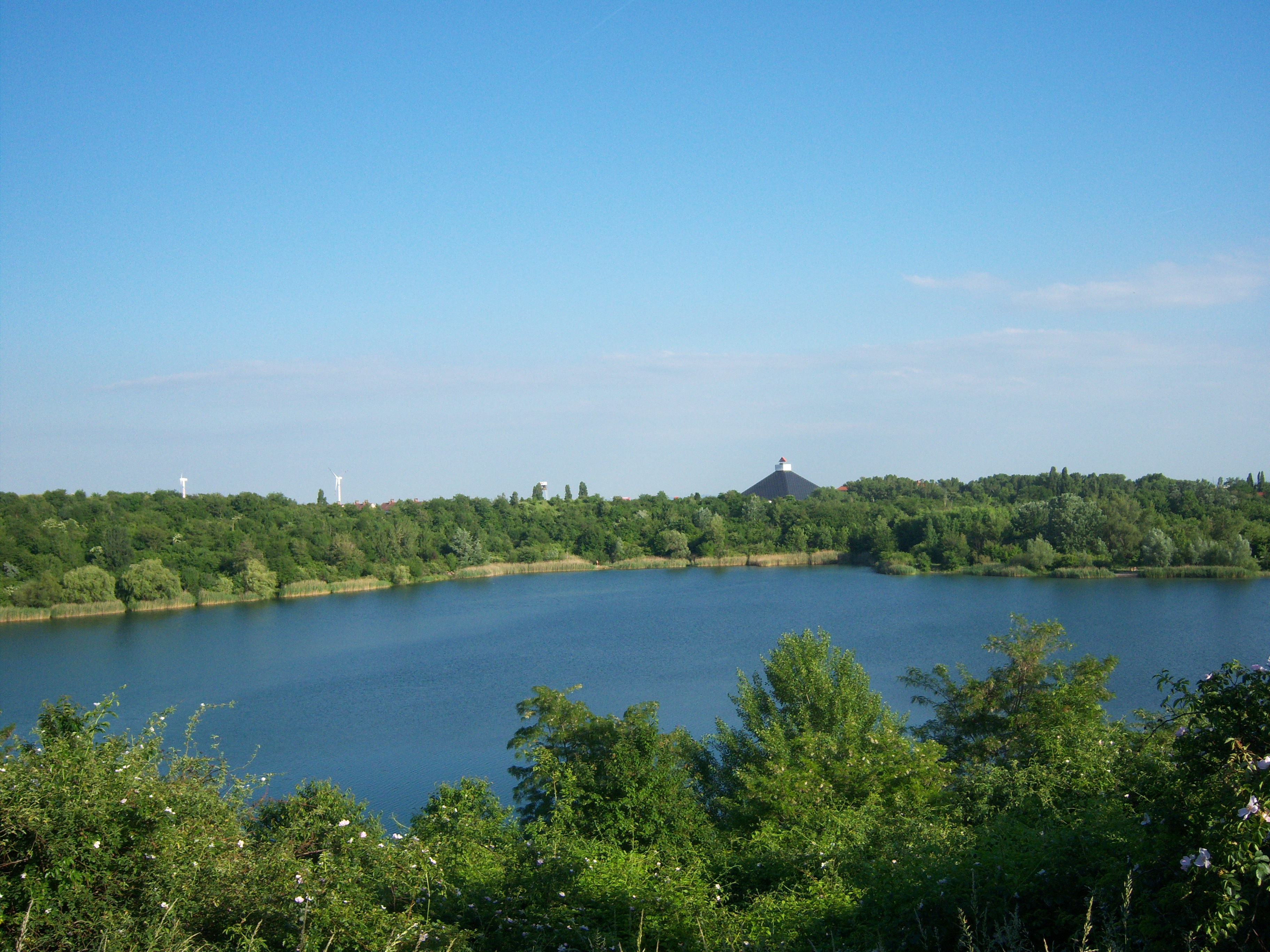
Ziegelteich Brunn am Gebirge

Als Ziegelteich wird ein künstlicher See oder größerer Teich bezeichnet, der durch den Materialaushub (hauptsächlich Lehm und Ton) einer Ziegelei entstanden ist. Dies erfolgt in einer Lehmgrube oder einem so genannten Tonstich. Wenn die Qualität des Grundwassers gut ist, werden Ziegelteiche, ähnlich wie Baggerseen, oft als Badesee genutzt. Im Norden Deutschlands werden solche Gewässer oft Tonkuhle oder Lehmkuhle genannt.
Obwohl die Böschungen meist sehr steil sind, besteht – im Gegensatz zu vielen anderen Baggerseen – nur wenig Gefahr von Rutschungen. Das tonhaltige Material hat durch die Kohäsion der Tonpartikel eine hohe Festigkeit. Ziegelteiche sind eine Unterkategorie der Tagebaurestlöcher.

## Nachnutzung von Ziegelteichen
Zahlreiche große und noch mehr kleinere Ziegelteiche sind beispielsweise im südlichen Wiener Becken entstanden, wo die inzwischen global tätige Wienerberger AG ihre ersten großen Abbauflächen hatte. Am Wienerberg im Süden Wiens ist auf dem Gelände der ehemals größten Ziegelei Österreichs ein großes Erholungsgebiet entstanden, in dessen Mitte ein großer Ziegelteich mit flachen Ufern liegt. Ein weiterer großer Ziegelteich befindet sich im Naherholungsgebiet Brunn am Gebirge, nordwestlich der Shopping City Süd. Teilweise werden die Ziegelteiche zum Fischen und Baden genutzt. Zahlreiche Teiche wurden allerdings in den letzten Jahrzehnten zugeschüttet, um Baugrund zu erlangen. Nur selten gelingt es, einzelne Teiche, wo sich im Laufe der Jahrzehnte eine schützenswerte Flora und Fauna gebildet hat, auch dauerhaft zu schützen, wie die Flemmingsche Tonkuhle in Altwarmbüchen und die Figur bei Mödling, wo die Hälfte des Teiches zugeschüttet wurde und die andere unter Naturschutz gestellt wurde. Andere wurden von den Gemeinden gekauft und in ein Bad umgebaut.
Der Ziegeleisee im Nordwesten von Berlin bildete sich nach dem Ende des Tonabbaus durch das Einströmen von Grundwasser. Heute befindet sich am Ziegeleisee das Freibad des Ortsteils Lübars. Auch der Tonsee im brandenburgischen Groß Köris im Süden Berlins ist ein beliebter Badesee.
In Hildesheim wurde der Bürgerfunk Radio Tonkuhle nach der als Badesee genutzten Tonkuhle im Stadtteil Marienburger Höhe benannt.